# Johannes W. Betz
Johannes Wahnfried Betz (* 5. Juni 1965 in Bayreuth) ist ein deutscher Drehbuchautor und Schriftsteller.

## Leben
Betz arbeitete nach seinem Abitur im Jahr 1986 als Werbetexter und Produktionsassistent. Von 1989 bis 1992 studierte er Ethnologie, Soziologie und Anglistik. Anschließend folgte ein Studium in Regie und Drehbuch an der Filmakademie Baden-Württemberg. Seitdem ist er als freier Autor und Skriptdoktor tätig. Heute lebt Betz in Bamberg.

## Filmografie (Auswahl)
- 1997: Die Friedensmission – 10 Stunden Angst
- 1998–2006: Die Cleveren (Fernsehserie, 17 Folgen)
- 1999: Nichts als die Wahrheit
- 1999: Doppeltes Dreieck
- 2001: Der Tunnel
- 2002: Tatort: Flashback
- 2005: Die weiße Massai
- 2007: Tatort: Satisfaktion
- 2007: Das Geheimnis der falschen Mutter
- 2008: Deadline – Jede Sekunde zählt (Fernsehserie, sieben Folgen)
- 2008: Tatort: Salzleiche
- 2009: Tatort: Häuserkampf
- 2011: Hindenburg
- 2011: Marco W. – 247 Tage im türkischen Gefängnis
- 2011: Stankowskis Millionen
- 2013: Mord in den Dünen
- 2014: Die Spiegel-Affäre
- 2014: Kommissarin Lucas – Kettenreaktion
- 2015: Tag der Wahrheit
- 2018: Das Boot (Fernsehserie)
- 2019: Big Manni
- 2021: Zero
- 2022: Riesending – Jede Stunde zählt (Fernsehfilm)

## Werke
- Nichts als die Wahrheit, Frankfurt am Main 1999, S. Fischer Verlag, ISBN 3-596-14492-2.
- Bundesautobahn, Hamburg 2003, Rowohlt Verlag, ISBN 3-499-23606-0.